# Nissan Nuvu
O Nuvu é um modelo conceitual de porte mini apresentado pela Nissan na edição de 2008 do Paris Motor Show.